# Mazamorra de cochino
La mazamorra de cochino es un postre típico de la gastronomía peruana. También recibe el nombre de mazamorra de chancaca.

## Descripción
Los ingredientes básicos de esta mazamorra son chancaca, manteca de cerdo, clavo de olor, anís y harina de maíz amarillo. Se le añaden pasas u otros frutos secos. Se sirve en dulceras individuales y para decorar se espolvorea canela molida por encima.
Se le denomina «de cochino» porque se utiliza manteca de cerdo (cochino) como saborizante.
En la Enciclopedia Ilustrada del Perú, Alberto Tauro del Pino indica que la receta de la mazamorra cochino

es hecha a base de clavos de olor, manteca, anís y una tapa de chancaca, la cual es hervida para diluirse, después se le agrega harina de maíz diluida y se deja cocinar hasta que tome punto.

## Historia
La mazamorra proviene de la antigua receta andina del api. Usaban cualquier fruta como base y harina de patata para espesarla. Durante el Virreinato, en la Ciudad de los Reyes se crearon variantes de la mazamorra. Entre ellas nació la mazamorra de cochino. 
Este postre aparece en la obra literaria peruana Ña Catita del autor Manuel Ascensio Segura y en las Tradiciones Peruanas de Ricardo Palma.